# Angelo Nicolini
Angelo Nicolini (né le 1505  à Florence, en Toscane, Italie, et mort à Sienne le 15 août 1567) est un cardinal italien du XVIe siècle.

## Biographie
Angelo Nicolini étudie à l'université de Florence. Il se marie et a quatre enfants. Il est un conseiller du grand-duc de Toscance Cosme Ier de Médicis, qui le nomme sénateur de Florence. Il est ambassadeur de Toscane près du pape Paul III et de l'empereur Charles Quint. En 1557 il est le premier gouverneur de Sienne et en 1564 il est nommé archevêque de Pise.
Il est créé cardinal par le pape Pie IV lors du consistoire du 12 mars 1565. Il participe au conclave de 1565-1566 (élection de Pie V).